# OHSAS
OHSAS (Occupational Health and  Safety Assessment Series) 18001 er en specifikation for etablering af arbejdsmiljøledelsessystemer. Den første vejledning blev udgivet i 1999. Denne er senere revideret og i 2007 udgivet som en standard på engelsk og i dansk oversættelse i 2008.
Standarden er udarbejdet i tæt overensstemmelse med ISO 14001 for at sikre disse to standarder kan samarbejde. 
Bag udgivelsen af OHSAS 18001 står "The OHSAS project group" med dansk deltagelse ved Kristian Glæsel, Glaesel HSEQ management.
Standarden udgives i Danmark af Dansk Standard.

## Eksterne link
- Hjemmeside for OHSAS Arkiveret 22. november 2016 hos  Wayback Machine